# 新鷹会
一般財団法人新鷹会（しんようかい）は、新人作家の発掘、創作の研究を目的として活動する一般財団法人である。現在の理事長は松岡弘一である。直木賞受賞者を輩出した。元文部科学省所管。

## 経緯
- 1940年に長谷川伸を中心に村上元三・山岡荘八・山手樹一郎・大林清・長谷川幸延らが前身である「十五日会」を結成した。その後大空に羽ばたく鷹のイメージを「新鷹会」に変更した。
- 1963年に長谷川伸の没後、「長谷川伸の会」の協力で遺志の財産を受け、同年12月25日に財団法人新鷹会となった。
- 同人誌『大衆文芸』を発行。同誌に掲載作品に受賞する新人賞池内祥三文学奨励賞がある。また、広く一般から授賞する長谷川伸賞を主催している。
- 池波正太郎・平岩弓枝・西村京太郎・鳴海風・山口恵以子・辻真先ら多くの作家が参加している。